# Lepidophyma lowei
Lepidophyma lowei là một loài thằn lằn trong họ Xantusiidae. Loài này được Bezy & Camarillo miêu tả khoa học đầu tiên năm 1997.